# Всеамериканский конгресс эсперанто
Всеамериканский конгресс эсперанто (эсп. Tut-Amerika Kongreso de Esperanto, TAKE) — встреча американских эсперантистов. TAKE созывается Американской Комиссией UEA и организовывается местным оргкомитетом конгресса.
TAKE нацелен усилить солидарность между эсперантистами из Северной, Центральной и Южной Америк, развивать эсперанто-движение и исследовать его проблемы. Во время конгресса эсперантисты принимают участие во множестве программ. Кроме рабочей части, организовываются также образовательные и развлекательные мероприятия.

## Конгрессы
| № | Год  | Город        | Страна     | Тема конгресса                                                                    | Количество участников |
| - | ---- | ------------ | ---------- | --------------------------------------------------------------------------------- | --------------------- |
| 9 | 2018 | Гавана       | Куба       | Языки и культуры: образование для устойчивого развития в Северной и Южной Америке |                       |
| 8 | 2011 | Сан-Паулу    | Бразилия   | Процессы региональной интеграции на американском континенте: роль эсперанто.      | 400                   |
| 7 | 2008 | Монреаль     | Канада     | Экосистемы, языки, культуры: разнообразия для устойчивого развития в Америке      | 193                   |
| 6 | 2004 | Гавана       | Куба       | Какое эсперанто-движение для Америки?                                             | 178                   |
| 5 | 2001 | Мехико       | Мексика    | Америка: Один континент, разные истории.                                          | 169                   |
| 4 | 1999 | Богота       | Колумбия   | Эсперанто и третье тысячелетие                                                    | 63                    |
| 3 | 1996 | Сан Хосе     | Коста-Рика | Всеамериканская деятельность                                                      | 50                    |
| 2 | 1980 | Буэнос-Айрес | Аргентина  |                                                                                   |                       |
| 1 | 1978 | Марилия      | Бразилия   | Первый Латиноамериканский Конгресс Эсперанто                                      | 420                   |